# Franz von Pocci

Firma

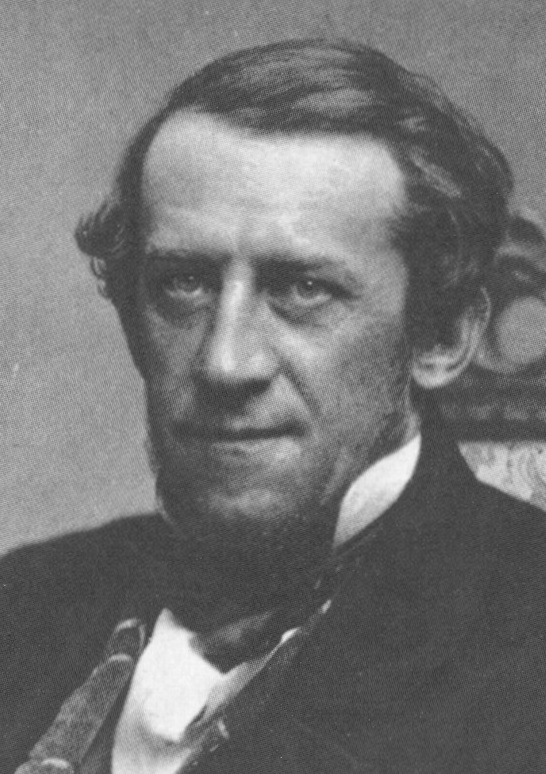
Franz Graf von Pocci, Foto di Franz Hanfstaengl, 1857

Franz von Pocci (Monaco di Baviera, 7 marzo 1807 – Monaco di Baviera, 7 maggio 1876) è stato un illustratore, scrittore e musicista tedesco.

## Biografia
Franz von Pocci ( o Franz Pocci) era figlio di un ufficiale italiano, il conte viterbese Fabrizio Evaristo Pocci (1766–1844), che sotto la reggenza del principe elettore Carlo Teodoro si trasferì in Baviera. La madre, Xaveria von Posch, era una baronessa di Dresda con inclinazioni artisticheː pittrice di paesaggi ed esperta in incisioni.
Dopo gli studi di giurisprudenza, all'Università di Monaco e di Landshut, Franz von Pocci divenne a 23 anni maestro delle cerimonie, sotto il re Ludovico I di Baviera. Il re lo elevò nel 1847 a direttore dell'orchestra di Corte. Accompagnò il re e il suo erede Massimiliano nelle loro frequenti visite in Italia.
Compose canzoni, sonate, studi e quartetti. Come scrittore è ricordato per Scherzi teatrali per ragazzi (1849), Nuovo teatro Kasperlesco (1850), testo popolareggiante, L'Emorroidario di Stato (1857), caricatura della burocrazia con suoi disegni satirici, L'allegro libriccino di commedie (1859-1876). Scrisse anche poesie, e altri drammi, commediole, favole.
Fu un grande promotore dello spettacolo di marionette per bambini e scrisse più di 40 pezzi teatrali per teatri di Marionette. Creò la figura di Kasperl, una specie di Pulcinella in versione infantile.